# Woonerf

Entrando en Zona, Señal caminera, Netherlands

El término neerlandés woonerf [ˈʋoːnɛr(ə)f] se traduce literalmente como 'patio viviente'; espacio de socialización, donde la gente puede encontrarse, los niños jugar aseguradamente, peatones y ciclistas circular libremente. Un sector de vía pública donde los vehículos a motor se permiten, bajo restricciones: Baja velocidad (a paso de hombre); Tráfico acotado (solo vehículos particulares y cargueros pequeños); Estacionamiento limitado (no obstructivo ni invasivo). De ser necesario, para habilitar plenamente el espacio, se modifican el trazado del área de circulación y su entorno, y se ponen plantas (especímenes botánicos con valor paisajístico), agregándose asimismo mobiliario urbano; se asegura así su condición de 'zona recreativa', en una mejoría de la calidad convivencial que el woonerf contextualiza, contándose también para ello con las advertencias de una señalización explícita.
Las calles habían sido utilizadas históricamente, en todo el mundo, como un espacio social; pero la gente fue atropelladamente puesta de lado, como un resultado del crecimiento en el tránsito motorizado, para beneficio de la velocidad y del estacionamiento de los automóviles. Con miras en la restauración de un entorno habitable, el concepto de woonerf, y su implementación inicial, fueron reintroducidos prácticamente en Holanda a finales de la década de 1960. Hoy en día, alrededor de 2 millones de personas holandesas tienen residencia en calles o espacios woonerven [wo o 'ner βen]. El orden maquinal multitudinario puede subordinarse a las formas comunitarias y vitales. Desde sus inicios en los Países Bajos, el woonerf y planteos semejantes se han expandido, con nombres locales, a muchas otras naciones, fundamentalmente en Europa; p.ej: 'Áreas de Velocidad al Paso' (Gångfartsområde) en Suecia; 'Zona residencial' (zone résidentielle) en Francia, Bélgica, Canadá, España (aquí 'calle residencial'); 'Zonas Compartidas' (shared zone) en Australia y Nueva Zelandia; y lo mismo acontece en Noruega, Suecia, Suiza, etc. 

Saliendo de Zona, Señal caminera, Netherlands

Por otro lado, iniciativas no exentas de polémica, tendientes a la revalorización de las calles como espacios allanados de convivencia y que no sean meras pistas de circulación vehicular, tienen expresión en movimientos de opinión y en diseños interventores para la concreción de 'Calles completas' (complete streets en Estados Unidos), y de 'Espacios Compartidos' (shared space, en Austria, España, Italia, U.K.), denominándoseles 'Zone de rencontre' en Francia. 